# Зимние Азиатские игры 2007
VI Зимние Азиатские Игры прошли в Чанчуне (Китай) с 28 января по 4 февраля 2007 года. Китай второй раз принимал игры такого рода.

## Подготовка
Организацией Азиады начали заниматься ещё с 2003 года. Руководила организацией администрация китайской провинции Гирин.

## Виды спорта
На зимней Азиаде 2007 года разыгрывалось 47 комплектов медалей по 10 различным видам спорта. Ниже приведен их список.

| - Биатлон (7) - Горнолыжный спорт (4) - Кёрлинг (2) - Лыжные гонки (6) - Сноубординг (2) | - Фигурное катание (4) - Фристайл (2) - Конькобежный спорт (10) - Хоккей с шайбой (2) - Шорт-трек (8) |

## Страны-участницы
В данном спортивном мероприятии участвовали 25 команд, представляющих Национальные олимпийские комитеты, входящие в Олимпийский совет Азии.

| - Афганистан - Гонконг - Индия - Иордания - Иран | - Казахстан - Кыргызстан - Китай - КНДР - Республика Корея | - Кувейт - Ливан - Макао - Малайзия - Монголия | - Непал - ОАЭ - Пакистан - Государство Палестина - Таджикистан | - Таиланд - Тайвань - Узбекистан - Филиппины - Япония |

## Медальный зачет
Медальный зачёт по окончании соревнований.
 Синим выделена страна-организатор.
| Место | Страна           | Золото | Серебро | Бронза | Всего |
| ----- | ---------------- | ------ | ------- | ------ | ----- |
| 1     | Китай            | 19     | 19      | 23     | 61    |
| 2     | Япония           | 13     | 9       | 14     | 36    |
| 3     | Республика Корея | 9      | 13      | 11     | 33    |
| 4     | Казахстан        | 6      | 6       | 6      | 18    |
| 5     | Монголия         | 0      | 0       | 1      | 1     |
| 5     | Узбекистан       | 0      | 0       | 1      | 1     |